# فیلیپو گیلی
فیلیپو گیلی (انگلیسی: Filippo Gilli؛ زادهٔ ۱۹ اکتبر ۲۰۰۰) بازیکن فوتبال است.
از باشگاه‌هایی که در آن بازی کرده‌است می‌توان به باشگاه فوتبال آلساندریا اشاره کرد.
وی همچنین در تیم‌های ملی فوتبال زیر ۱۷ سال ایتالیا و زیر ۱۸ سال ایتالیا بازی کرده‌است.